# Prosopogryllacris chuukensis
Prosopogryllacris chuukensis är en insektsart som beskrevs av Joyce Winifred Vickery och D.K.M. Kevan 1999. Prosopogryllacris chuukensis ingår i släktet Prosopogryllacris och familjen Gryllacrididae. Inga underarter finns listade i Catalogue of Life.